# Incachernes salvadoricus
Incachernes salvadoricus es una especie de arácnido  del orden Pseudoscorpionida de la familia Chernetidae.

## Distribución geográfica
Se encuentra en El Salvador.